# Теорема Вигнера — Эккарта
Теорема Вигнера — Эккарта — теорема из теории представлений и квантовой механики. В ней говорится, что матричный элемент сферического оператора в базисе собственных функций оператора углового момента может быть представлен в виде произведения двух величин, одна из которых не зависит от проекций углового момента, а другая является коэффициентом Клебша — Гордана. Название теоремы образовано от имён Юджина Вигнера и Карла Эккарта, которые разработали конструкцию, связывающий симметрию преобразования групп пространства с законами сохранения энергии, импульса и момента импульса.
Теорема Вигнера — Эккарта формулируется так:
{\displaystyle \langle jm|T_{q}^{k}|j'm'\rangle =\langle j||T^{k}||j'\rangle C_{kqj'm'}^{jm},}
где {\displaystyle T_{q}^{k}} — сферический тензор ранга {\displaystyle k}, {\displaystyle |jm\rangle } и {\displaystyle |j'm'\rangle } суть собственные функции полного углового момента {\displaystyle J^{2}} и его z-компоненты {\displaystyle J_{z}}, {\displaystyle \langle j||T^{k}||j'\rangle } не зависит от {\displaystyle m} и {\displaystyle q}, и {\displaystyle C_{kqj'm'}^{jm}=\langle j'm';kq|jm\rangle } — коэффициенты Клебша — Гордана сложения {\displaystyle j'} и {\displaystyle k} для получения {\displaystyle j}.
Как следствие, Теорема Вигнера — Эккарта говорит нам, что действие сферического тензорного оператора ранга {\displaystyle k} на собственную функцию углового момента есть то же самое, что добавление состояния с угловым моментом {\displaystyle k} к исходному состоянию. Матричные элементы, находимые для сферического тензорного оператора, пропорциональны коэффициентам Клебша — Гордана, которые возникают при сложении двух угловых моментов.

## Пример
Рассмотрим среднее значение координаты {\displaystyle \langle njm|x|njm\rangle }. Этот матричный элемент является средним значением оператора координаты в сферически-симметричном базисе собственных состояний атома водорода. Отыскание этих матричных элементов является нетривиальной задачей. Однако, использование теоремы Вигнера — Эккарта упрощает эту задачу. (В действительности возможно получить решение сразу же, используя чётность.)
Известно, что {\displaystyle x} — одна из компонент вектора {\displaystyle {\vec {r}}}. Векторы являются тензорами первого ранга, таким образом {\displaystyle x} является некоторой линейной комбинацией {\displaystyle T_{q}^{1}}, где {\displaystyle q=-1,0,1}. Можно показать, что {\displaystyle x={\tfrac {T_{-1}^{1}-T_{1}^{1}}{\sqrt {2}}}}, где сферические тензоры определены таким образом: {\displaystyle T_{0}^{1}=z} и {\displaystyle T_{\pm 1}^{1}=\mp (x\pm iy)/{\sqrt {2}}} (знаки должны быть выбраны согласно определению сферического тензора ранга {\displaystyle k}. Следовательно, {\displaystyle T_{q}^{1}} пропорциональны только лестничным операторам).
Поэтому
{\displaystyle \langle njm|x|n'j'm'\rangle =\left\langle njm\left|{\tfrac {T_{-1}^{1}-T_{1}^{1}}{\sqrt {2}}}\right|n'j'm'\right\rangle ={\frac {1}{\sqrt {2}}}\langle nj||T^{1}||n'j'\rangle (C_{1(-1)j'm'}^{jm}-C_{11j'm'}^{jm}).}
Выражения выше дают нам матричные элементы для {\displaystyle x} в базисе {\displaystyle |njm\rangle }. Чтобы найти среднее значение, положим {\displaystyle n'=n}, {\displaystyle j'=j}, и {\displaystyle m'=m}. Правила отбора для {\displaystyle m'} и {\displaystyle m} таковы: {\displaystyle m\pm 1=m'} для сферических тензоров {\displaystyle T_{\mp 1}^{(1)}}. Как только {\displaystyle m'=m}, коэффициенты Клебша — Гордана обращаются в нуль, что ведет к равенству нулю средних значений.